# 僑港伍氏宗親會伍時暢紀念學校
僑港伍氏宗親會伍時暢紀念學校是香港新界屯門建生邨的一所由僑港伍氏宗親會學務有限公司和伍時暢创办的全日制小學男女校。